# Révolte de la Harelle
La révolte de la Harelle est une révolte populaire survenue en Normandie, à Rouen, au XIVe siècle. Il s'agit de l'une des nombreuses révoltes qui éclatent dans tout le royaume de France au cours de l'année 1382, comme celle des « Maillotins » à Paris ou celle des « Tuchins » en Languedoc, et voient le peuple se soulever pour protester (entre autres) contre l'oppression fiscale. Les collecteurs de taxes et les usuriers sont les principales victimes du soulèvement populaire.

## Causes et déclenchement
La révolte de la Harelle (du nom de « Haro ! », cri poussé par les émeutiers pour attirer l'attention sur eux) éclate à Rouen le dimanche 24 février 1382, lorsque le peuple de Rouen apprend le rétablissement des contributions indirectes (dites aides) sur les marchandises, en particulier sur le sel et le vin, décidé par une ordonnance royale sur la perception des aides du 15 janvier 1382 et applicable au 1er mars suivant. La Normandie donne le signal de la révolte sans attendre la date de la perception des nouvelles aides.
Cité commerçante attachée à ses privilèges obtenus par la Charte aux Normands, accordée par Louis X en 1315, Rouen trouve ces « nouveaux » impôts injustifiés. Au matin du 24 février, environ deux cents ouvriers « mécaniques », du textile surtout, se rassemblent autour de l'Hôtel de Ville, où ils actionnent une des cloches du beffroi pour donner l'alarme, puis s'assemblent au Vieux Marché. Au début, tout commence comme un carnaval. Les ouvriers des draperies se choisissent un « roi », en la personne de Jean le Gras, un marchand drapier, qui préside bien malgré lui cette mascarade. Il est promené sur un char à travers toute la ville, accordant ici et là l'abolition des impôts.

## Débordements
Mais les festivités tournent rapidement à l'émeute. Les prisons sont ouvertes et, pendant trois jours, on pille. Les émeutiers enfoncent les portes des hôtels bourgeois, cassent meubles et fenêtres et pillent les demeures des notables, des officiers du roi et des riches bourgeois. La demeure de l'ancien maire est mise à sac. Les émeutiers s'en prennent ensuite au chapitre de la cathédrale, aux moines de Saint-Ouen et enfin aux juifs. Ils démolissent également les fourches patibulaires, c'est-à-dire le gibet où les moines de Saint-Ouen, qui possédaient le droit de haute justice dans la ville, faisaient pendre les condamnés.
Pris de panique, les notables tentent d'organiser des milices armées. Les moins téméraires trouvent un refuge précaire dans les couvents de la ville, encore épargnés par la vindicte populaire. Au soir de ces journées d'émeutes, l'agitation, qui était d'abord une protestation antifiscale, prend un tour social, se muant en une véritable « chasse aux riches » et mettant en cause certains titres féodaux qu'on lacère à Saint-Ouen. Le nom de « harelle » qui lui est resté se rapproche, en effet, de la « clameur de haro », forme de protestation judiciaire prévue par la coutume normande.
La bourgeoisie rouennaise, qui avait tout à perdre du rétablissement des impôts comme de la hargne des émeutiers, tente d'obtenir le respect par l'autorité royale de la charte de Louis X, promptement exhumée du trésor de la cathédrale, en demandant au procureur du roi de la jurer solennellement et publiquement. La concorde semble restaurée entre les représentants du roi et les notables de la ville.
Mais les Rouennais, redoutant la colère royale après trois jours d'agitation, envoient des députations auprès du roi pour solliciter son pardon et la confirmation de la charte. Comble de malchance pour les représentants des Rouennais, Paris est alors en proie à la révolte des Maillotins, qui a éclaté le 1er mars. Il leur est répondu que le roi viendrait à Rouen, un peu plus tard ; alors, il « saurait qui avait mangé le lard ! ».

## Suites
La révolte de la Harelle est durement réprimée par le roi Charles VI, qui fait une entrée triomphale dans la cité normande le 29 mars. La semaine précédente, il avait fait arrêter les meneurs de l'émeute et décapiter six d'entre eux. Les Rouennais s'aperçoivent vite que Charles VI ne vient pas faire une visite de courtoisie mais réaffirmer l'autorité royale bafouée. Le roi supprime la commune de Rouen, anciennement régie par un patriciat marchand, pour mettre en place une nouvelle municipalité sous l'autorité du bailli royal. Il fait également démolir une ancienne tour sur les fondements de laquelle Jehan de Bayeux construit, de 1389 à 1398, le beffroi du Gros-Horloge. Les cloches du beffroi, qui avaient sonné le tocsin, sont descendues, les impôts augmentés et la ville doit payer une lourde amende, provoquant la fuite de nombreux habitants qui ne peuvent plus payer, ce qui alourdit d'autant le poids de la fiscalité pour les autres. Enfin, les privilèges des Rouennais sur la Basse-Seine sont supprimés, laissant le champ libre aux Parisiens.
Le jour de Pâques, le roi accorde son pardon à une population consternée devant tant de sévérité.
À peine cinq mois plus tard, le 1er août 1382, de nouveaux incidents se produisent à la halle aux draps alors que les collecteurs d'impôts installent leurs comptoirs. Mais cette fois-ci, les notables de la ville, qui connaissent trop bien le coût de la première harelle, coupent court à l'émeute.